# Аміногрупа

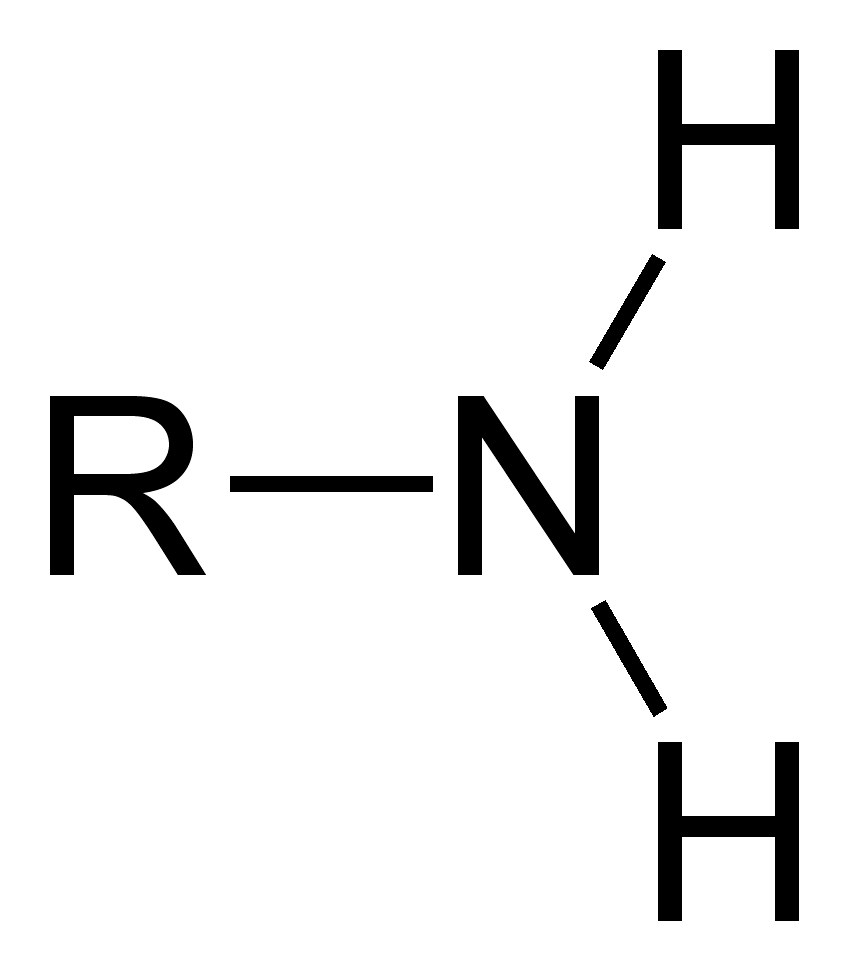
Аміногрупа -NH_{2}

Амі́ногру́па — одновалентна функціональна група -NH2, залишок аміаку. Сполуки, що містять групу, називаються амінами, до яких належать амінокислоти, аміноспирти та інші.
Сполуки, до складу яких входить група -NH2, мають, як правило, осно́вний характер, обумовлений наявністю неподіленої електронної пари на атомі азоту. У реакціях електрофільного заміщення в ароматичних сполуках аміногрупа є орієнтантом першого роду, тобто активізує орто- і пара-положення в бензольному кільці.

## Аміналі
Аміналі — сполуки, що мають дві аміногрупи, зв'язані з одним атомом C, R2C(NR2)2. Також їх називають гемінальні діаміни.